# Włochy na Zimowych Igrzyskach Olimpijskich 1968
Włochy na Zimowych Igrzyskach Olimpijskich 1968 reprezentowało 47 zawodników: 39 mężczyzn i osiem kobiet. Był to dziesiąty start reprezentacji Włoch na zimowych igrzyskach olimpijskich.

## Zdobyte medale
| Medal | Zawodnik                                                           | Dyscyplina        | Konkurencja            | Rezultat    |
| ----- | ------------------------------------------------------------------ | ----------------- | ---------------------- | ----------- |
| Złoto | Franco Nones                                                       | Biegi narciarskie | Bieg na 30 km mężczyzn | 1:35:39,2 h |
| Złoto | Eugenio Monti, Luciano De Paolis                                   | Bobsleje          | Dwójki mężczyzn        | 4:41,54 min |
| Złoto | Eugenio Monti, Luciano De Paolis, Roberto Zandonella, Mario Armano | Bobsleje          | CZwórki mężczyzn       | 2:17,39 min |
| Złoto | Erika Lechner                                                      | Saneczkarstwo     | Jedynki kobiet         | 2:28,66 min |

## Skład kadry

### Biegi narciarskie
Mężczyźni
| Zawodnik                                                    | Konkurencja        | czas      | Pozycja |
| ----------------------------------------------------------- | ------------------ | --------- | ------- |
| Franco Stella                                               | Bieg na 15 km      | 49:59,8   | 13.     |
| Giulio De Florian                                           | Bieg na 15 km      | 50:19,4   | 15.     |
| Franco Manfroi                                              | Bieg na 15 km      | 51:47,7   | 32.     |
| Franco Nones                                                | Bieg na 15 km      | 52:06,8   | 36.     |
| Franco Nones                                                | Bieg na 30 km      | 1:35:39,2 | złoto   |
| Giulio De Florian                                           | Bieg na 30 km      | 1:37:12,9 | 5.      |
| Franco Stella                                               | Bieg na 30 km      | 1:40:42,0 | 23.     |
| Franco Manfroi                                              | Bieg na 30 km      | 1:41:11,8 | 25.     |
| Mario Bacher                                                | Bieg na 50 km      | 2:31:33,8 | 12.     |
| Aldo Stella                                                 | Bieg na 50 km      | 2:33:17,9 | 17.     |
| Livio Stuffer                                               | Bieg na 50 km      | 2:37:46,6 | 26.     |
| Elviro Blanc                                                | Bieg na 50 km      | 2:38:12,4 | 27.     |
| Giulio De Florian Franco Nones Palmiro Serafini Aldo Stella | Sztafeta 4 × 10 km | 2:16:32,2 | 6.      |

### Bobsleje
Mężczyźni
| Osada | Zawodnik                                                                | Konkurencja | Ślizg 1 | Ślizg 2 | Ślizg 3 | Ślizg 4 | Łącznie | Pozycja |
| ----- | ----------------------------------------------------------------------- | ----------- | ------- | ------- | ------- | ------- | ------- | ------- |
| ITA-1 | Eugenio Monti Luciano De Paolis                                         | Dwójki      | 1:10,13 | 1:10,72 | 1:10,64 | 1:10,05 | 4:41,54 | złoto   |
| ITA-2 | Rinaldo Ruatti Sergio Mocellini                                         | Dwójki      | 1:11,80 | 1:12,29 | 1:13,27 | 1:12,95 | 4:50,31 | 12.     |
| ITA-1 | Eugenio Monti Luciano De Paolis Roberto Zandonella Mario Armano         | Czwórki     | 1:09,84 | 1:07,55 |         |         | 2:17,39 | złoto   |
| ITA-2 | Gianfranco Gaspari Giuseppe Rescigno Andrea Clemente Leonardo Cavallini | Czwórki     | 1:10,24 | 1:08,12 |         |         | 2:18,36 | 6.      |

### Kombinacja norweska
Mężczyźni
| Zawodnik        | Konkurencja   | Bieg narciarski | Bieg narciarski | Bieg narciarski | Skoki narciarskie | Skoki narciarskie | Skoki narciarskie | Skoki narciarskie | Skoki narciarskie | Skoki narciarskie | Skoki narciarskie | Skoki narciarskie | Łącznie | Pozycja |
| Zawodnik        | Konkurencja   | Czas biegu      | Pozycja         | Punkty          | Skok 1            | Nota              | Skok 2            | Nota              | Skok 3            | Nota              | Punkty            | Pozycja           | Łącznie | Pozycja |
| --------------- | ------------- | --------------- | --------------- | --------------- | ----------------- | ----------------- | ----------------- | ----------------- | ----------------- | ----------------- | ----------------- | ----------------- | ------- | ------- |
| Ezio Damolin    | Indywidualnie | 49:36,2         | 4.              | 223,54          | 70,0              | 103,4             | 71,5              | 102,6             | 71,0              | 99,4              | 206,0             | 13.               | 429,54  | 5.      |
| Fabio Morandini | Indywidualnie | 50:08,5         | 7.              | 216,56          | 61,5              | 83,0              | 66,0              | 90,9              | 66,5              | 90,8              | 181,7             | 33.               | 398,26  | 17.     |

### Łyżwiarstwo figurowe
| Zawodnik           | Konkurencja | Nota   | Pozycja |
| ------------------ | ----------- | ------ | ------- |
| Rita Trapanese     | Solistki    | 1549,2 | 25.     |
| Giordano Abbondati | Soliści     | 1690,9 | 14.     |

### Łyżwiarstwo szybkie
Mężczyźni
| Zawodnik          | Konkurencja   | Konkurencja   | Konkurencja    | Konkurencja    | Konkurencja    | Konkurencja    | Konkurencja      | Konkurencja      |
| Zawodnik          | Bieg na 500 m | Bieg na 500 m | Bieg na 1500 m | Bieg na 1500 m | Bieg na 5000 m | Bieg na 5000 m | Bieg na 10 000 m | Bieg na 10 000 m |
| Zawodnik          | Czas          | Miejsce       | Czas           | Miejsce        | Czas           | Miejsce        | Czas             | Miejsce          |
| ----------------- | ------------- | ------------- | -------------- | -------------- | -------------- | -------------- | ---------------- | ---------------- |
| Elio Locatelli    | 42,1          | 26.           | 2:13,3         | 33.            |                |                |                  |                  |
| Giancarlo Gloder  |               |               | 2:13,2         | 32.            | 7:54,5         | 18.            | 17:03,2          | 24.              |
| Renato De Riva    |               |               | 2:13,6         | 34.            | 7:58,2         | 26.            | 16:39,5          | 19.              |
| Guido Gillarduzzi |               |               | 2:14,1         | 38.            | 7:57,4         | 23.            |                  |                  |

### Narciarstwo alpejskie
Mężczyźni
| Zawodnik          | Konkurencja | Konkurencja | Konkurencja       | Konkurencja            | Konkurencja              | Konkurencja              | Konkurencja             | Konkurencja             | Konkurencja              | Konkurencja              |
| Zawodnik          | Zjazd       | Zjazd       | Slalom gigant     | Slalom gigant          | Slalom gigant            | Slalom gigant            | Slalom specjalny        | Slalom specjalny        | Slalom specjalny         | Slalom specjalny         |
| Zawodnik          | Czas        | Pozycja     | Czas 1. przejazdu | Czas 2. przejazdu      | Czas łączny              | Pozycje                  | Czas 1. przejazdu       | Czas 2. przejazdu       | Czas łączny              | Pozycja                  |
| ----------------- | ----------- | ----------- | ----------------- | ---------------------- | ------------------------ | ------------------------ | ----------------------- | ----------------------- | ------------------------ | ------------------------ |
| Ivo Mahlknecht    | 2:02,00     | 6.          | 1:49,04           | 1:51,04                | 3:40,08                  | 26.                      | 52,22                   | 53,03                   | 1:45,25                  | 19.                      |
| Gerhard Mussner   | 2:02,50     | 11.         | 1:47,27           | 1:49,93                | 3:37,20                  | 17.                      | Odpadł w kwalifikacjach | Odpadł w kwalifikacjach | Odpadł w kwalifikacjach  | Odpadł w kwalifikacjach  |
| Teresio Vachet    | 2:04,90     | 22.         |                   |                        |                          |                          |                         |                         |                          |                          |
| Renato Valentini  | 2:05,61     | 28.         | 1:50,03           | Nie ukończył przejazdu | Nie ukończył konkurencji | Nie ukończył konkurencji |                         |                         |                          |                          |
| Bruno Piazzalunga |             |             | 1:45,95           | 1:48,57                | 3:34,52                  | 11.                      | Odpadł w kwalifikacjach | Odpadł w kwalifikacjach | Odpadł w kwalifikacjach  | Odpadł w kwalifikacjach  |
| Carlo Senoner     |             |             |                   |                        |                          |                          | 51,63                   | Nie ukończył przejazdu  | Nie ukończył konkurencji | Nie ukończył konkurencji |

Kobiety
| Zawodniczka       | Konkurencja             | Konkurencja             | Konkurencja   | Konkurencja   | Konkurencja               | Konkurencja               | Konkurencja               | Konkurencja               |
| Zawodniczka       | Zjazd                   | Zjazd                   | Slalom gigant | Slalom gigant | Slalom specjalny          | Slalom specjalny          | Slalom specjalny          | Slalom specjalny          |
| Zawodniczka       | Czas                    | Pozycja                 | Czas          | Pozycja       | Czas 1. przejazdu         | Czas 2. przejazdu         | Czas łączny               | Pozycja                   |
| ----------------- | ----------------------- | ----------------------- | ------------- | ------------- | ------------------------- | ------------------------- | ------------------------- | ------------------------- |
| Giustina Demetz   | 1:44,22                 | 13.                     | 1:57,86       | 14.           | Nie ukończyła konkurencji | Nie ukończyła konkurencji | Nie ukończyła konkurencji | Nie ukończyła konkurencji |
| Clotilde Fasolis  | 1:48,90                 | 30.                     | 2:05,20       | 32.           | 46,40                     | 54,32                     | 1:40,72                   | 22.                       |
| Glorianda Cipolla | 1:49,02                 | 31.                     | 2:00,07       | 23.           | 43,15                     | 46,59                     | 1:29,74                   | 7.                        |
| Lotte Nogler      | Nie ukończyła przejazdu | Nie ukończyła przejazdu | 2:04,87       | 31.           | 46,03                     | 52,30                     | 1:38,33                   | 20.                       |

### Saneczkarstwo
Mężczyźni
| Zawodnik                      | Konkurencja | Ślizg 1 | Ślizg 2 | Ślizg 3 | Łącznie | Pozycja |
| ----------------------------- | ----------- | ------- | ------- | ------- | ------- | ------- |
| Emilio Lechner                | Jedynki     | 57,94   | 58,63   | 58,53   | 2:55,10 | 10.     |
| Giovanni Graber               | Jedynki     | 58,09   | 58,59   | 58,88   | 2:55,56 | 12.     |
| Sigisfredo Mair               | Jedynki     | 58,22   | 59,51   | 58,45   | 2:56,18 | 16.     |
| Raimondo Prinoth              | Jedynki     | 58,80   | 59,16   | 58,89   | 2:56,85 | 18.     |
| Giovanni Graber Enrico Graber | Dwójki      | 49,01   | 49,14   |         | 1:38,15 | 8.      |
| Ernesto Mair Sigisfredo Mair  | Dwójki      | 49,10   | 49,57   |         | 1:38,67 | 10.     |

Kobiety
| Zawodnik       | Konkurencja | Ślizg 1                   | Ślizg 2                   | Ślizg 3                   | Łącznie                   | Pozycja                   |
| -------------- | ----------- | ------------------------- | ------------------------- | ------------------------- | ------------------------- | ------------------------- |
| Erika Lechner  | Jedynki     | 48,76                     | 49,39                     | 50,51                     | 2:28,66                   | złoto                     |
| Erica Prugger  | Jedynki     | 1:01,90                   | 50,91                     | 51,40                     | 2:44,21                   | 21.                       |
| Cristina Pabst | Jedynki     | Nie ukończyła konkurencji | Nie ukończyła konkurencji | Nie ukończyła konkurencji | Nie ukończyła konkurencji | Nie ukończyła konkurencji |

### Skoki narciarskie
Mężczyźni
| Skoczek        | Konkurencja            | Skok 1    | Skok 1 | Skok 2    | Skok 2 | Nota  | Pozycja |
| Skoczek        | Konkurencja            | odległość | Nota   | odległość | Nota   | Nota  | Pozycja |
| -------------- | ---------------------- | --------- | ------ | --------- | ------ | ----- | ------- |
| Giacomo Aimoni | Skocznia normalna K-70 | 72,5      | 97,8   | 71,5      | 97,2   | 195,0 | 25.     |
| Giacomo Aimoni | Skocznia duża K-90     | 93,0      | 98,1   | 92,0      | 97,2   | 195,3 | 16.     |